# Leuconitocris fuscofasciata
Leuconitocris fuscofasciata é uma espécie de escaravelho da família Cerambycidae.  Foi descrito por Stephan von Breuning e [[Pierre Téocchi em 1978.